# Soumaila Sidibe
Soumaila Sidibe (sinh ngày 15 tháng 6 năm 1992 ở Bamako) là một cầu thủ bóng đá người Mali thi đấu cho USM Alger ở Giải bóng đá hạng nhất quốc gia Algérie. Anh chủ yếu thi đấu ở vị trí tiền vệ phòng ngự.

## Sự nghiệp câu lạc bộ
Vào tháng 1 năm 2015, Sidibe ký bản hợp đồng 3,5 năm cùng với câu lạc bộ tại Giải bóng đá hạng nhất quốc gia Algérie MO Béjaïa, trở thành cầu thủ nước ngoài đầu tiên trong lịch sử câu lạc bộ.

## Sự nghiệp quốc tế
Sidibe từng là thành viên của Đội tuyển bóng đá U-20 quốc gia Mali tại Giải vô địch bóng đá U-20 thế giới 2011 ở Colombia, nơi anh đá chính cả ba trận đấu của Mali.

## Danh hiệu
MO Béjaïa
- Cúp bóng đá Algérie: 2015